# Clinopodium abchasicum
Clinopodium abchasicum — вид квіткових рослин з родини глухокропивових (Lamiaceae).

## Біоморфологічна характеристика
Рослина 5–40 см заввишки, багатостовбурна, її верхні частини (стебла, квіткові листки, приквітки, чашечка і віночок) зазвичай виразного бордового або темно-бордового кольору. Стебла прямовисні чи злегка висхідні в основі, більш-менш рівномірно облистнені, закінчуються 1–3 суцвіттями; запушення стебла розкидане на двох протилежних поверхнях, волоски серпоподібно зігнуті. Листки в нижній частині стебла широко-яйцеподібні, в середній частині яйцеподібні, зазвичай слабо-пилчасті, верхні приквіткові листки вузько-яйцеподібні чи широко-ланцетні, в основі їх чітко виражені, зазвичай досить великі, гострі зубці, спрямовані вперед або назовні. Чашечка 7–12 мм завдовжки, зубчаста, запушена залозками й волосками. Віночок 10–18 мм завдовжки, від яскраво-рожевого до бордового кольору, з трубкою, що виступає з чашечки. Квітує у липні — жовтні.

## Поширення
Ендемік Абхазії.
Населяє карбонатні породи на висоті 1600–2400 метрів.